# Rafael Méndez Martínez
Rafael Méndez Martínez (Lorca, 19 de agosto de 1906 - México, 24 de marzo de 1991) fue un cardiólogo y farmacólogo español. Entre sus amistades se encontraban Severo Ochoa, Luis Buñuel, Federico García Lorca, y Salvador Dalí.

## Biografía
Rafael Méndez nació el 19 de agosto de 1906 en el barrio de San Cristóbal de Lorca (Murcia). Fue el más pequeño de siete hermanos. Su padre, José, trabajaba en la agricultura y la ganadería y su madre, Águeda, entre las labores de la casa, trabajaba en el negocio familiar, una confitería situada en ese mismo barrio.
Su formación comenzó con los Hermanos de las Escuelas Cristianas donde cursó primaria aunque el Bachillerato lo hizo por libre presentándose solo a los exámenes. Dos de sus hermanos, uno médico y otro farmacéutico, influyeron en la elección de Rafael Méndez por la medicina. Ya en el año 1921 inició sus estudios en la Facultad de Medicina de Madrid y más tarde obtiene la titulación, pero antes de graduarse, opta por la investigación farmacológica. En la Residencia de Estudiantes, además de compartir habitación con Severo Ochoa, conocería a grandes personajes de la vida cultural española como Federico García Lorca, con quien trabó amistad, o Salvador Dalí.
Durante la guerra civil española desarrolló una gran actividad política en el bando republicano, ocupando diversos cargos públicos debido a su amistad con Juan Negrin, primero como secretario del Ministerio de Hacienda, luego como director general de Carabineros de España, como subsecretario de la Gobernación y finalizando la guerra como cónsul en Perpiñán.
Más tarde decidió marcharse a Estados Unidos donde estuvo varios años trabajando como investigador en las universidades de Loyola Chicago y Harvard. En el año 1946, acepta una invitación de Ignacio Chávez para ser jefe del departamento de farmacología del recién creado Instituto Nacional de Cardiología de México.
En 1945 murió su mujer, Ángela Herrera Recalde (Angelita), con la que se había casado en 1938, y ya en México se volvió a casar, en 1955, con una refugiada española, Marga Blanco Aguinaga.

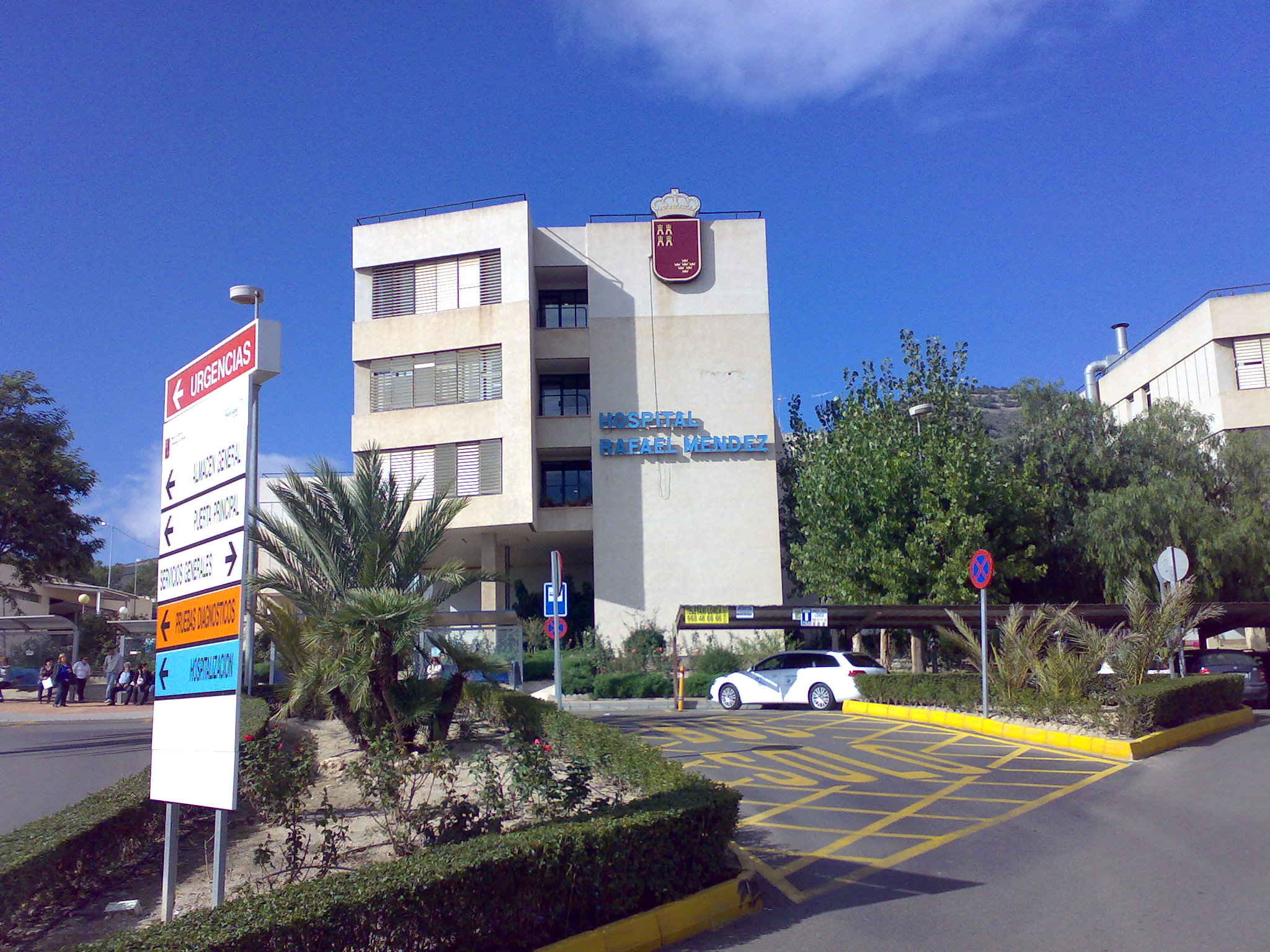
Hospital Rafael Méndez de Lorca.

En 1963 el gobierno de Franco permitió al doctor Méndez para que volviera a España cuando lo desease. Sus viajes a España fueron constantes y durante la transición colaboró estrechamente con Manuel Fraga para facilitar el regreso de los refugiados políticos españoles. Fue ganador del Premio Nacional de Ciencias y Artes en el área de Ciencias Físico-Matemáticas y Naturales en 1978 por el gobierno de México. En el año 1981 el rey Juan Carlos I le entrega la Gran Cruz del Mérito Civil y en 1982 la Universidad de Murcia le otorgó el doctorado Honoris Causa. En el año 1983, Rafael Méndez fue nombrado Hijo Predilecto de Lorca y Murcia. En 1985, de nuevo en México, fue designado como coordinador de los Institutos Nacionales de Salud, puesto que ocupó hasta su fallecimiento en 1991. Un año antes de su muerte, en 1990, Rafael Méndez acudía a la inauguración del hospital comarcal de su ciudad natal que lleva su nombre.